# 奧馬特
奧馬特（西班牙語：Omate），是秘魯的城鎮，位於該國南部莫克瓜大區，是桑切斯將軍山省的首府，海拔高度2,166米，2005年人口1,750，居民使用艾馬拉語、奇楚瓦語和西班牙語。
16°40′27″S 70°58′13″W / 16.67417°S 70.97028°W